# Urophora ivannikovi
Urophora ivannikovi är en tvåvingeart som beskrevs av Valery Korneyev och White 1996. Urophora ivannikovi ingår i släktet Urophora och familjen borrflugor.
Artens utbredningsområde är Kazakstan. Inga underarter finns listade i Catalogue of Life.